# Yakovlev Yak-23
O Yakovlev Yak-23 (em russo:  Яковлев Як-23; designação USAF/DoD Type 28, Designação OTAN Flora) foi um caça a jato soviético. Foi desenvolvido a partir do Yak-17 no final da década de 1940 e utilizava uma cópia de engenharia reversa de um motor britânico. Não foi construído em larga escala e tinha desempenho inferior ao Mikoyan-Gurevich MiG-15. Muitos Yak-23 foram exportados para nações do Pacto de Varsóvia e permaneceu em serviço durante a década de 1950, apesar de algumas unidades ainda terem sido utilizadas na década seguinte.

## Desenvolvimento e descrição

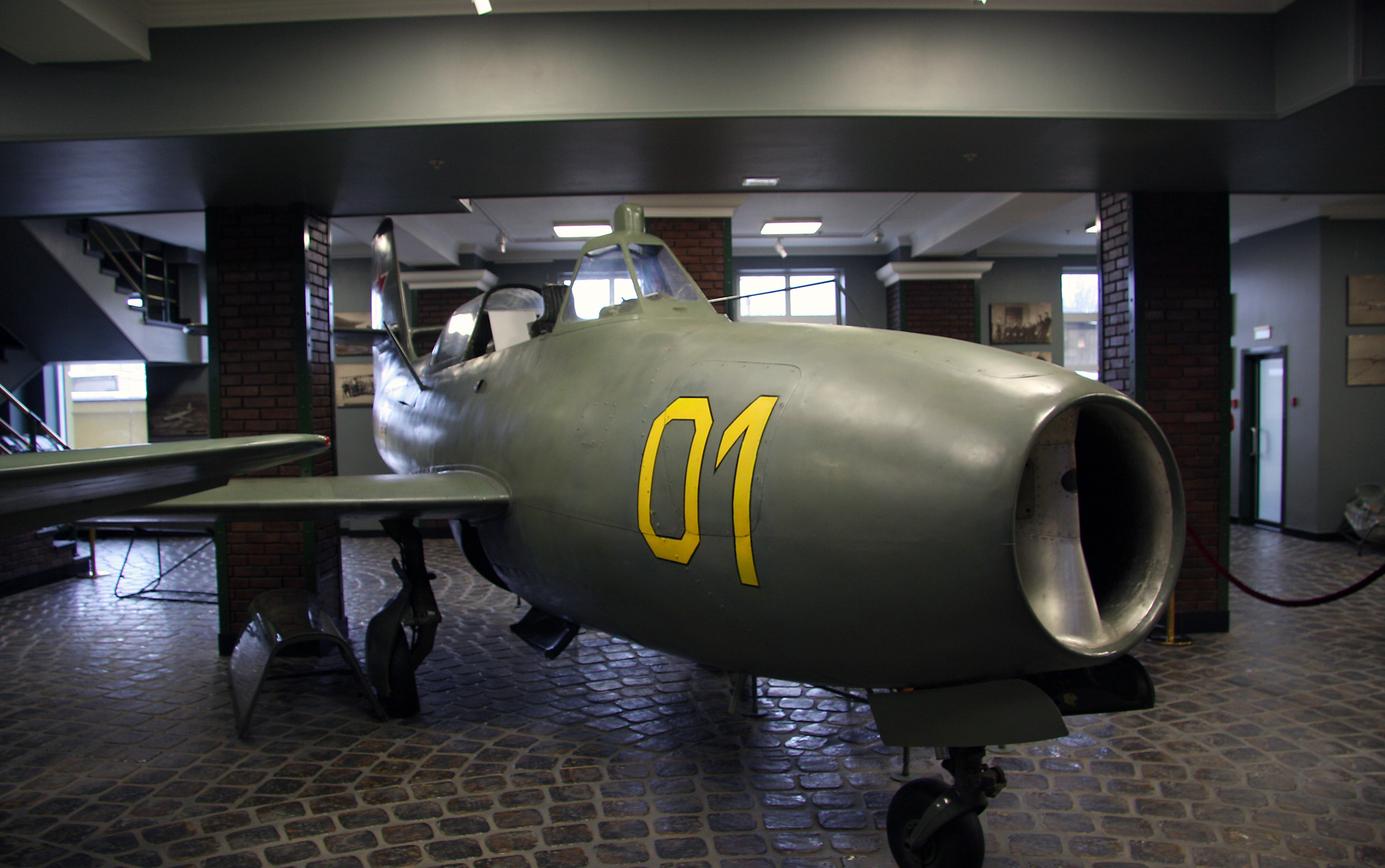
Yakovlev Yak-23UTI

Em 11 de março de 1947, a União Soviética ordenou que várias OKBs, incluindo a de Alexander Yakovlev, desenvolvessem um caça a jato de assento único a ser equipado com um único motor turbojato britânico Rolls-Royce Nene ou Rolls-Royce Derwent. A aeronave deveria ter uma velocidade máxima de 950 km/h ao nível do mar e uma velocidade de 1.000 km/h a uma altitude de 5.000 m. Deveria ser capaz de subir para esta altitude em 3,5 minutos ou menos e ter um alcance máximo de no mínimo 1.200 km. Alexander Yakovlev decidiu projetar dois modelos, o Yakovlev Yak-25 em acordo com a ordem dada e uma aeronave mais leve e mais ágil (o Yak-23) na esperança de que um ou outro fosse vencer um pedido por parte da União Soviética. A decisão de Yakovlev foi arriscada, pois poderia ter sido acusado de construir uma aeronave não autorizada pelo estado.
Para minimizar os riscos, a nova aeronave utilizava o mesmo projeto "pod-and-boom" do antecessor Yak-17, mas a fuselagem de metal foi redesenhada com uma estrutura semi-monocoque com um único assento e cabine de pilotagem despressurizada e canopi em formato de gota posicionado logo acima do bordo de ataque da asa. Sem ser coincidência, ficava também acima da saída de ar do motor turbojato de fluxo centrífugo Klimov RD-500 de 1.590 kgf, uma cópia não licenciada do Derwent V. Equipado com um trem de pouso triciclo, o trem de pouso principal retraía para dentro da fuselagem, enquanto que o trem de pouso de nariz recolhia para frente. Diferente do Yak-17, o trem de pouso de nariz do Yak-23 era nivelado com a fuselagem quando retraído. A asa de fluxo laminar com duas longarinas era montada na parte média da fuselagem. Era equipada com flaps do tipo slotted-flap e ailerons, com um diedro modesto de 3° 30'. O estabilizador horizontal possuía um diedro de 5°. O piloto era protegido por um párabrisas à prova de balas o assento ejetor blindado. O Yak-23 era equipado com cinco tanques de combustível na fuselagem, dando uma capacidade total de 910 L. Em adição, poderia carregar um par de tanques ejetáveis de 195 L sob a ponta da asa. A versão caça era armada com dois canhões Nudelman-Rikhter NR-23 de 23 mm, cada um com 90 projéteis.
Dois protótipos e uma estrutura para teste estático foram pedidos e a aeronave voou pela primeira vez em 8 de julho de 1947, com o Herói da União Soviética, Tenente-coronel Mikhail Ivanov no comando. Enquanto ainda envolvido nos testes do fabricante, o primeiro protótipo participou no Show aéreo no aeródromo de Tushino no dia 3 de agosto. A Yakovlev concluiu seus testes em 24 de setembro e entregou o segundo protótipo para os testes do estado em 22 de outubro. Apesar do Yak-23 ter sido aceito para produção em série, foi criticado por ter forças de aileron e leme pesadas, falta de pressurização na cabine, aquecimento e ventilação, proteção para o piloto e um armamento fraco. Os pilotos de teste, entretanto, elogiaram sua alta manobrabilidade, boa capacidade de aceleração, decolagem e subida graças à alta razão peso-potência. O segundo protótipo foi modificado posteriormente para resolver alguns desdes problemas, sendo novamente testado em 1948.

## Histórico operacional
A primeira aeronave foi fabricada em uma fábrica em Tbilisi em outubro de 1949. No final de 1949, entrou em serviço na Força Aérea Soviética. O Yak-23 foi rapidamente substituído no serviço soviético pelo mais complexo MiG-15, que oferecia um desempenho superior. No total, apenas 316 Yak-23 foram construídos antes do encerramento de sua produção em 1951. Além do caça, haviam duas versões de treinamento que foram construídas em menor número. O avião de treinamento Yak-23UTI de dois assentos que parece ter uma característica distinta, onde o instrutor senta a frente do aluno, e o Yak-23DC produzido na Roménia.
Poucas aeronaves foram exportadas para a Checoslováquia (20 a partir de 1949, designados S-101), Bulgária (a partir de 1949), Polônia (cerca de 100 aeronaves, a partir de 1950) e Roménia (62, a partir de 1951). A Polônia e a Checoslováquia adquiriram licenças para produzir a aeronave, mas acabaram produzindo o MiG-15. Os Yak-23 foram aposentados no final da década de 1950, exceto na Roménia que o utilizou por mais uma década.

### Testes nos Estados Unidos
Um único Yak-23 foi adquirido pela inteligência dos Estados Unidos através da Iugoslávia em novembro de 1953. A aeronave foi um Yak-23 voado por Mihail Diaconu, vindo a desertar com esta aeronave. Esta chegou nos Estados Unidos desmontada, sendo enviada para o Centro de Avaliação e Testes da Força Aérea dos Estados Unidos na Base Aérea de Wright-Patterson em Dayton (Ohio). Foi remontado e operacionalizado, voando em vários voos de teste disfarçado em marcas americanas. Foram feitos esforços para manter a identidade secreta da aeronave, voando apenas no início das manhãs. Em uma ocasião, foi ultrapassado na pista de pouso e decolagem por uma formação de F-86s, cujos pilotos questionaram a identidade da aeronave. Uma história foi criada que a aeronave seria um Bell X-5, que possuía um desenho similar. No final dos testes e avaliações em voo, a aeronave foi novamente desmontada e enviada para a Iugoslávia, em sua pintura original.

### Recordes
Em 21 de setembro de 1957, o piloto polonês Andrzej Abłamowicz bateu dois recordes mundiais da FAI no Yak-23 com as marcas civis SP-GLK, em sua classe de peso, subindo para 3.000 m (9.843 ft) em 119 segundos (4.962,6 ft/min) e para 6.000 m (19.685 ft) em 197 segundos (5.995,4 ft/min). Esta aeronave foi aposentada em 1961.

## Variantes
- Yak-23: Versão de caça, produzida em série.
- Yak-23UTI: Versão de treinamento com dois assentos, fuselagem alongada e armamento mais leve. Três aeronaves produzidas.
- Yak-23DC: Versão de treinamento produzida na Roménia. Quatro Yak-23 de assento único foram convertidos em 1956 por ASAM Pipera, duas das quais pertencentes à Força Aérea da Bulgária.
- S-101: Designação checa.

## Operadores
Albânia

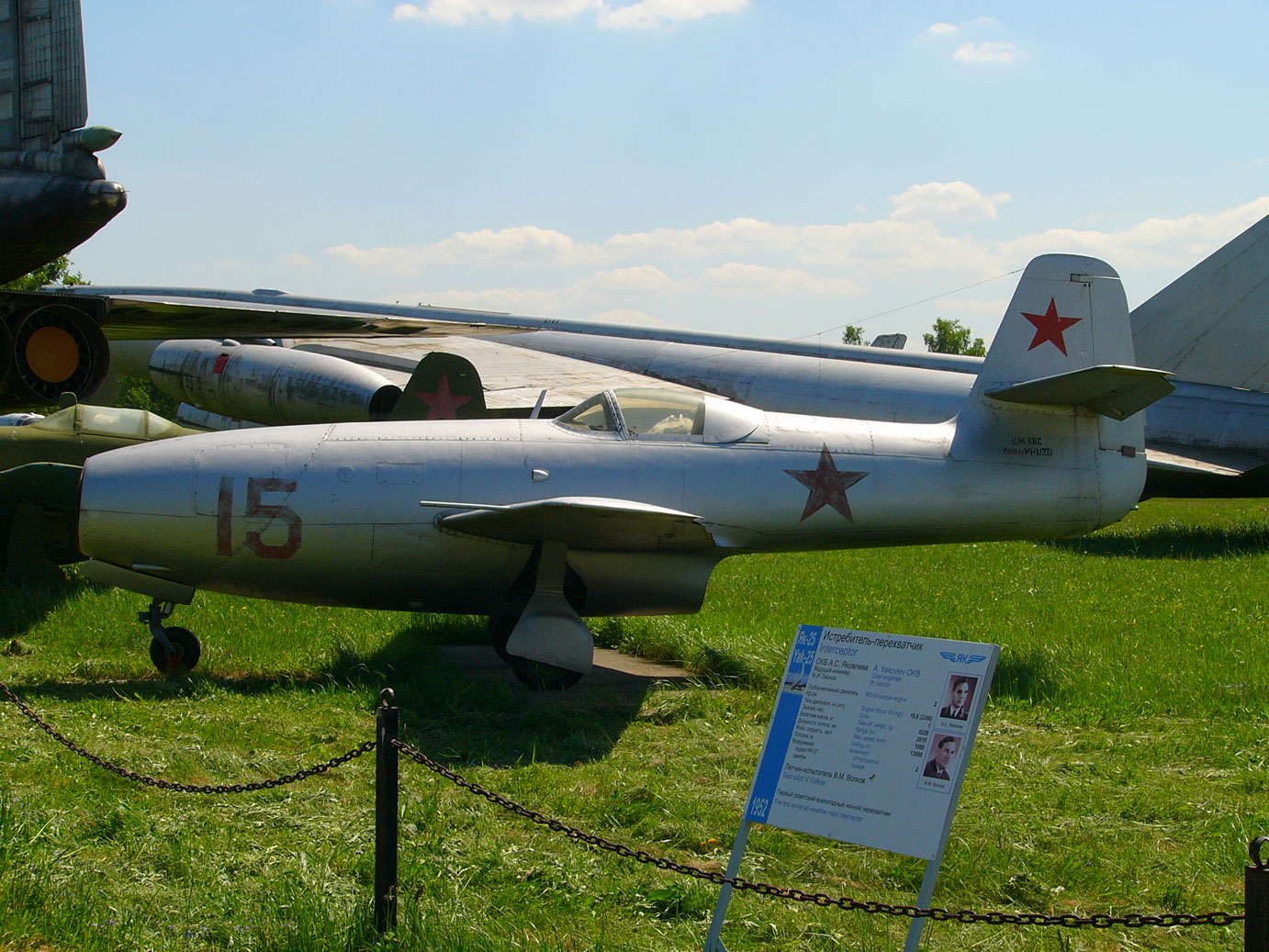
Yak-23 no Museu da Força Aérea Central (Rússia), no aeródromo de Monino

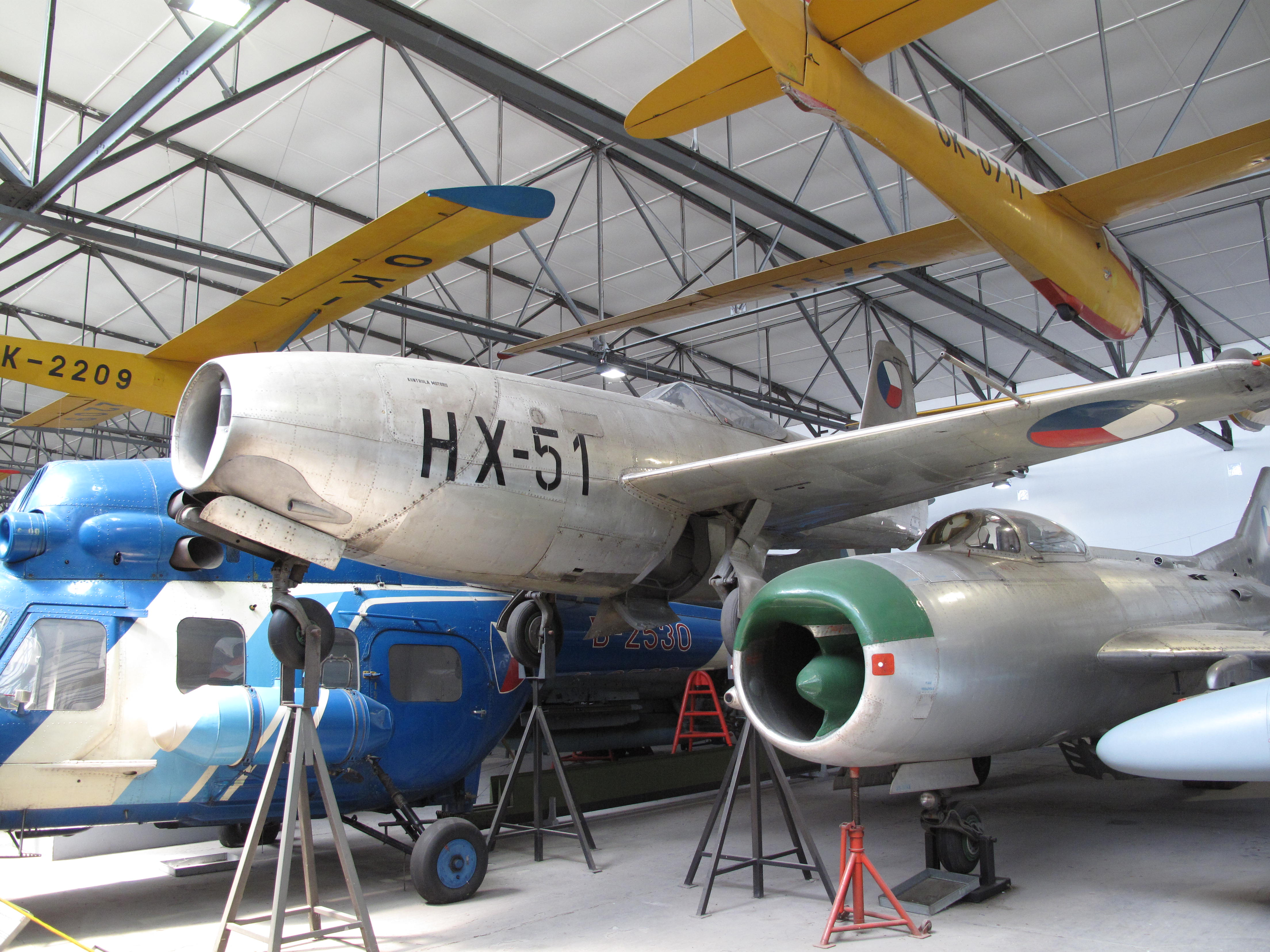
Yak-23 checo no Museu de Aviação de Praga, em Kbely

- Força Aérea da Albânia - A primeira aeronave foi recebida em 1951.[7]

 Bulgária
- Força Aérea da Bulgária - Recebeu mais de 100 aeronaves, utilizando-os até 1958.

 Checoslováquia
- Força Aérea Checoslovaca - Recebeu 20 aeronaves em 1949.

 Hungria
- Força Aérea da Hungria - Operacionais entre 1951-1956.

 Coreia do Norte
- Força Aérea da Coreia do Norte - Um pequeno número foi utilizado na Guerra da Coreia.[7]

 Polónia
- Força Aérea Polaca - Recebeu cerca de 100 aeronaves, operadas entre 1950 e 1956.

 Romania
- Força Aérea da Roménia - Recebeu 62 aeronaves em 1951 e utilizou até o final da década de 1960.

 União Soviética
- Força Aérea Soviética - Operou entre 1949 e 1951.